# Liechtenstein a 2008. évi nyári olimpiai játékokon
Liechtenstein a kínai Pekingben megrendezett 2008. évi nyári olimpiai játékok egyik részt vevő nemzete volt. Az országot az olimpián 2 sportágban 2 sportoló képviselte, akik érmet nem szereztek.

## Atlétika
Férfi

| Versenyző      | Versenyszám | Eredmény | Helyezés |
| -------------- | ----------- | -------- | -------- |
| Marcel Tschopp | Maraton     | 2:35:06  | 74.      |

## Sportlövészet
Férfi

| Versenyző        | Versenyszám | Selejtező | Selejtező | Döntő   | Döntő    |
| Versenyző        | Versenyszám | Pont      | Helyezés  | Pont    | Helyezés |
| ---------------- | ----------- | --------- | --------- | ------- | -------- |
| Oliver Geissmann | Légpuska    | 588       | 34.       | kiesett | kiesett  |